# Kılavuz, Niğde
Kılavuz là một xã thuộc huyện Bor, tỉnh Niğde, Thổ Nhĩ Kỳ. Dân số thời điểm năm 2011 là 615 người.